# Labidocera glauca
Labidocera glauca is een eenoogkreeftjessoort uit de familie van de Pontellidae. De wetenschappelijke naam van de soort is voor het eerst geldig gepubliceerd in 1941 door Smith L.V..